# برنهاردسوالد
برنهاردسوالد (به آلمانی: Bernhardswald) یک شهر در آلمان است که در بایرن واقع شده‌است.

## خصوصیات
برنهاردسوالد ۷۱٫۹۲ کیلومترمربع مساحت دارد ۴۴۵ متر بالاتر از سطح دریا واقع شده‌است.